# Albert II de Bèlgica
Albert II de Bèlgica (Brussel·les, 1934) fou el sisè rei dels belgues. Hauria estat també el sisè membre de la dinastia Saxònia-Coburg Gotha però son avi Albert I va abandonar el títol de Saxònia-Coburg Gotha després de les malifetes de l'exèrcit prussià a la Primera Guerra Mundial. El 3 de juliol de 2013 va anunciar la seva abdicació, que va esdevenir oficial el 21 de juliol, festa nacional de Bèlgica.
Nascut el 6 de juny de 1934 al castell de Stuyvenberg a Brussel·les, era el tercer fill del rei Leopold III de Bèlgica i de la princesa Àstrid de Suècia. El príncep era net per via paterna del rei Albert I de Bèlgica i de la duquessa Elisabet de Baviera i per via materna del príncep Carles de Suècia i de la princesa Ingeborg de Dinamarca. És, per tant, descendent dels reis nòrdics Cristià IX de Dinamarca i Òscar II de Suècia.
La seva mare morí quan el petit príncep tenia tan sols un any en un accident de cotxe a Suïssa. Amb l'ocupació nacionalsocialista de Bèlgica el jove príncep i els seus germans, el rei Balduí i la princesa Josepa Carlota a l'exili francès i després espanyol mentre que el rei Leopold III restava al país sota arrest alemany. El seu pare tenia una relació polèmica amb els nacionalsocialistes després de la guerra a la seva abdicació. El 1941, tota la família va poder retornar a Bèlgica i quedà sota custòdia alemanya.
Com a conseqüència del desembarcament aliat a les platges de Normandia el rei Leopold i els seus fills foren deportats a Alemanya al castell de Hirschstein i després a Strobl a Àustria on el 7 de maig de 1945 les tropes estatunidenques els alliberaren.
Com que les relacions estretes del rei Leopold III amb l'Alemanya nazi no van plaure a tothom, després de la guerra la família reial va haver d'exiliar-se a la localitat suïssa de Pregny. El príncep Carles va actuar com a príncep-regent. El príncep Albert cursà estudis a Ginebra de 1946 a 1950.
El 22 de juliol de 1950 el rei Leopold III retornà a Brussel·les on abdicà, forçat per a un referèndum en contra d'ell, en favor del príncep Balduí. Albert va ingressar a l'Escola Naval de Bruges on es graduà com a cadet de l'Exèrcit belga el 1953. El 1958 en complir 24 anys i com manava la tradició fou nomenat senador. El 1962 va assumir el lloc de president d'honor del Consell d'Administració de l'Oficina de Comerç Exterior que durant els 31 anys següents el portarien a viatjar per tot el món en missions comercials.
Des de 1954 va presidir el Consell d'Administració de la Caixa Central d'Estalvis i Pensions i des de 1958 la Creu Roja belga. Aquell any va ser patró de l'Exposició Universal de Brussel·les i el 1969 el Consell d'Europa el va nomenar responsable de la Conferència de Ministres sobre la protecció del patrimoni cultural i arquitectònic europeu. Nombroses foren les seves participacions com a representant de l'estat belga en conferències internacionals sobre el Medi Ambient, incloent la de Nacions Unides de 1972 d'Estocolm.
El 2 de juliol de 1959 va contraure matrimoni a Brussel·les amb l'aristòcrata italiana, la princesa Paola Ruffo di Calàbria, filla del príncep Fulco Ruffo di Calàbria, duc de Guardia Lombarda, i de la comtessa Luisa Gazelli di Rossana e di Sebastiano. La parella, que conformà un dels matrimonis més atractius i més recurrents de la jet set internacional, s'establí a Brussel·les i reberen el títol de prínceps de Lieja. La parella ha tingut tres fills:
- Felip de Bèlgica, duc de Brabant, nascut a Brussel·les el 1960. Casat el 1999 amb l'aristòcrata belga Matilde d'Udekem d'Acoz.
- Àstrid, nascuda el 1962 a Brussel·les. Contragué matrimoni el 1984 amb l'arxiduc Llorenç d'Àustria-Este, cap de la casa ducal de Mòdena.
- Llorenç, nascut el 1963 a Brussel·les. Es casà el 2003 amb l'anglobelga Claire Coombs.

A part d'aquests tres fills, Albert II va tenir una quarta filla, Delphine Boël, nascuda el 1968, fruit d'una relació extramatrimonial amb la baronessa Sybille de Selys Longchamps aleshores oficialment casat amb Jacques Boël. Després d'un llarg estirara-i-arrosa devant els tribunals, el 27 de gener de 2020 Albert II va oficialment reconéixer la paternitat.
La manca de descendència del rei Balduí de Bèlgica i de la seva esposa, la reina catòlica castellana Fabiola de Mora y Aragón, feu d'Albert el successor directe a la corona belga. El 9 d'agost de 1993, nou dies després de la mort del seu germà va jurar davant de les dues cambres reunides del parlament la seva fidelitat a la constitució i les lleis del poble belga, i es convertí en Albert II. El fet sorprengué, ja que era comunament acceptat que Albert renunciaria en favor del seu fill Felip més jove. Les qualitats d'en Felip no feien pas i encara no fan la unanimitat.
Com a comandant en cap de les Forces Armades belgues, Albert II ostenta el rang de tinent general de l'exèrcit i vicealmirall de l'armada nacional, a part de les atribucions estrictament simbòliques i protocol·làries que la constitució belga reserva a la monarquia. Actiu des de jove als camps de la planificació urbana, l'habitatge i la protecció mediambiental i cultural, en l'actualitat és també president d'honor del Comitè Olímpic belga i membre del Comitè Olímpic Internacional.
És destacable la intensa unió que existeix entre les monarquies belgues i luxemburguesa, ja que el gran duc Enric I de Luxemburg és nebot del rei Albert II i que la mare del gran duc era la germana gran del rei belga, la princesa Josepa Carlota. La princesa belga morí a l'edat de 77 anys l'any 2005 al Castell de Fischbach.
L'11 d'octubre de 2011 es resoldre la crisi constitucional amb la presentació d'un acord entre els partits flamencs Christen-Democratisch en Vlaams (CD&V), Open VLD, sp.a, Groen! i els francòfons Parti Socialiste (PS), Mouvement Réformateur (MR), Centre Demòcrata Humanista (CDH) i Ecolo per a una sisena reforma institucional en la que el districte electoral i judicial de Brussel·les-Halle-Vilvoorde es dividiria, es transferirien competències federals a les comunitats i regions com economia, ocupació i política familiar, i el Senat belga ja no seria elegit directament, sinó que es convertirà en una assemblea de parlaments regionals, amb menys membres.
Des del maig de 2013 va tenir uns problemes personals, quan Delphine Boël, fruit de la relació amb Sybille de Selys Longchamps, va reclamar que el rei acceptés fer un test ADN per tal de poder provar la paternitat. Després dels recursos habituals, la cort d'apellació de Brussel·les va decidir el 25 d'octubre de 2018 que Albert havia d'acceptar una avaluació genètica. Després d'una última apel·lació davant la cort de cassació finalment el test va tenir lloc a la darreria de 2019. El resultat es va fer públic el gener de 2020 i Albert va admetre la paternitat.